# Wietstock (Altwigshagen)
Wietstock ist ein Ortsteil der Gemeinde Altwigshagen im Landkreis Vorpommern-Greifswald in Mecklenburg-Vorpommern (Deutschland).

## Geografie und Verkehr
Wietstock befindet sich etwas südöstlich der Bundesstraße 109. Anklam liegt etwa 20 Kilometer nordwestlich und Ueckermünde etwa 16 Kilometer östlich. Im Süden grenzt Wietstock an den Lübkowsee, an die Ausläufer der Friedländer Großen Wiese und im Nordosten an die Ausläufer der Ueckermünder Heide. Südlich Wietstocks fließt der Große Landgraben.

## Geschichte
Wietstock und Umgebung waren schon früh besiedelt. Nordöstlich zeigt ein Hügelgrab aus der Bronzezeit (1800 bis 600 vdZ) und nordwestlich eine frühdeutsche (ab 1230) Turmhügelburg die Anfänge der Besiedlung.
Urkundlich wurde der Ort als „Wizoch“ erstmals 1236 genannt. Wietstock ist eine slawische Gründung, wie der Name („Wizoch“ = das hohe Dorf) belegt.
Wietstock gehörte früher zum sogenannten „Grafenwinkel“ des Landkreises Anklam. Benannt wurde die Gegend wegen der Grafen von Schwerin, denen auch das Rittergut in Wietstock gehörte.
Das Gesamtareal des Gutes Wietstock umfasste rund 1000 Hektar, darunter 183 Hektar Wald. Im Jahr 1936 war das Rittergut mit 400.000 Mark verschuldet und musste teilweise verkauft werden. Nach dem Verkauf wurde das Gut durch die pommersche Landgesellschaft teilweise aufgesiedelt. Es entstanden eine größere Bauernstelle mit zirka 50 Hektar, 26 Mittelbauernstellen mit 10 bis 20 Hektar und zwei Arbeitersiedlungen mit fünf Hektar Fläche. Das Restgut hatte nur noch eine Größe von 125 Hektar.
Wietstock war ein typisches Gutsdorf mit dem dominanten Gut und der Landarbeiterkatenzeile. Nach der Aufsiedlung des Gutes veränderte sich die Form und Struktur des Dorfes. Die Siedlungen wurden parallel zur alten Katenzeile als großes Rechteck angelegt. Das Gut blieb als Resthof erhalten und ist noch heute erkennbar.
Charlottenhorst gehört seit dem 16. Mai 1950 zu Wietstock. Es wurde im Jahr 1812 von Graf Heinrich von Schwerin als Vorwerk errichtet. Es bestand ursprünglich aus einem Haus und drei Nebengebäuden. Nach dem Zweiten Weltkrieg und der darauf folgenden Bodenreform wurde auch Charlottenhorst neu aufgesiedelt.
Zu DDR-Zeiten wurde nordöstlich des Dorfes ein LPG-Objekt angelegt, das nach 1990 gewandelt und modernisiert wurde.
Bis zum 31. Dezember 2010 war Wietstock eine eigenständige Gemeinde mit dem Ortsteil Charlottenhorst im Amt Anklam-Land im Landkreis Ostvorpommern. Am 1. Januar 2011 erfolgte die Eingemeindung nach Altwigshagen, was mit einem Wechsel des zuständigen Amtes und des Landkreises verbunden war.

## Sehenswürdigkeiten
- klassizistisches Gutshaus
- Feldsteinkirche Sankt Magdalena, 1450 erstmals als Tochterkirche zu Rathebur erwähnt, der jetzige Bau wurde Ende des 16. Jahrhunderts errichtet
- Dorfhaus, das Dorfhaus Wietstock wurde im Jahr 2020 saniert und wird den Bewohnern und Gästen als Räumlichkeiten für Feierlichkeiten und Tagungen zur Verfügung gestellt.